# Coverage
Coverage е четвъртият албум на поп певицата Менди Мор.
След слабия успех на предишния ѝ албум Mandy Moore, Мор започва записите на Coverage, който представлява колекция от кавъри на песни от 1970-те и 1980-те. Албумът достига 14-о място в американската класация Billboard 200, с продадени 53 000 копия първата седмица, а в Австралия, Мор получава пет хита в топ 25 в ARIA chart и достига 97-а позиция в австралийската класация на албуми.
Три песни от албума, Have a Little Faith in Me, Drop the Pilot, Senses Working Overtime, са определени за сингли, но само Have a Little Faith in Me получава добър прием в радиата и достига 39-а позиция в Щатите. Сниман е видеоклип към песента Drop the Pilot, но той никога не излиза на екран. Senses Working Overtime е пуснат през март 2003 като втори официален сингъл в САЩ, но също се проваля. Въпреки всичко до днешна дата албумът е продаден само в 650 000 копия. Продажбите са толкова разочароващи, че Мор се разделя с издателя си Epic Records.
Също като други албуми на Мор, Coverage не е издаден за целия свят, а само в избрани страни от Австралия, Азия и Латинска Америка. Той постига платинен статут във Филипините, където Мор се представя в най-гледаното шоу в страната – Eat Bulaga.

## Списък на песните
1. Senses Working Overtime (Анди Партридж) – 4:08
2. The Whole of the Moon (Майк Скот) – 5:02
3. Can We Still Be Friends (Тод Рундгрен) – 3:37
4. I Feel The Earth Move (Карол Кинг) – 3:08
5. Mona Lisas and Mad Hatters (Елтън Джон / Бърни Топин) – 4:50
6. Drop the Pilot (Джоан Арматрадинг) – 3:43
7. Moonshadow (Кат Стивънс) – 3:00
8. One Way or Another (Найджъл Харисън / Деби Хари) – 3:32
9. Breaking Us in Two (Джо Джаксън) – 4:26
10. Anticipation (Карли Саймън) – 3:21
11. Help Me (Джони Мичъл) – 3:30
12. Have a Little Faith in Me (Джон Хаят) – 4:04

|  | Тази страница частично или изцяло представлява превод на страницата Coverage (album) в Уикипедия на английски. Оригиналният текст, както и този превод, са защитени от Лиценза „Криейтив Комънс – Признание – Споделяне на споделеното“, а за съдържание, създадено преди юни 2009 година – от Лиценза за свободна документация на ГНУ. Прегледайте историята на редакциите на оригиналната страница, както и на преводната страница, за да видите списъка на съавторите. ВАЖНО: Този шаблон се отнася единствено до авторските права върху съдържанието на статията. Добавянето му не отменя изискването да се посочват конкретни източници на твърденията, които да бъдат благонадеждни. |